# Cleora anidryta
Cleora anidryta là một loài bướm đêm trong họ Geometridae.